# Mangora ramirezi
Mangora ramirezi là một loài nhện trong họ Araneidae.
Loài này thuộc chi Mangora. Mangora ramirezi được Herbert Walter Levi miêu tả năm 2007.